# Vácegres
Vácegres (neve 1943 előtt: Zsidó) község Pest vármegyében, az Aszódi járásban.

## Fekvése
A vármegye északkeleti részén fekszik, a Cserhát hegység és a Gödöllői-dombság nyúlványain, a Budapesttől Fóton és Veresegyházon át egészen Galgamácsáig húzódó 2102-es út mentén.

## Története
A település első okleveles említése Sydo néven ismert. A Zsidó-nemzetség, illetve a nemzetségből származott Csáky-család ősi birtoka. Szent Balázs vértanúnak szentelt premontrei prépostságáról 1284-ben, 1341-ben találni írott forrást, s egy 1446. évi határjárás is említi.
1421-22-ben még a Csákyak birtoka, rövidesen a Rozgonyiak tulajdonába megy át, majd 1525-ben Werbőczy Istváné.
A török időben sem néptelenedett el a község, ismerjük török birtokosait is. Csak az 1686-os felszabadító háború idején futottak szét lakói, ám 1695-96-ban ismét benépesült, római katolikus magyarokkal és evangélikus szlovákokkal.
A kisnemesek kezén lévő falut a XVIII. század első harmadának végén gr. Grassalkovich Antal szerezte meg, és Gödöllő központú birodalmához csatolta. A Grassalkovich család hanyatlása után birtokainak egy részét Tisza Kálmán, majd tőle Fischer Mór vásárolta meg. A földbirtok a XX. században is a Fischer család birtokában volt.
1943-ig a település neve Zsidó volt. Nevét Endre László, Pest-Pilis-Solt-Kiskun vármegye antiszemita alispánjának akaratából változtatták át Vácegresre, mely nevet 1943. május 1-jén vette fel, a lakosság tiltakozása ellenére. Endre annyira elfogultan gyűlölte a zsidókat, hogy mindenütt ki akarta törölni az emléküket. A település nevét már korábban is meg akarta változtatni, de ezt csak a magyarországi antiszemitizmus második világháborús erősödésével tudta keresztül vinni.
A domboldalakra kapaszkodó község földművelő lakossága zártan és nehezen élt az elmúlt századokban. Bár a második világháború után földhöz jutott a parasztság, hamarosan szövetkezetbe tömörült. A föld már nem tudott mindenkit eltartani, ezért ingázóként a környező városokban és Budapesten keresett és talált munkát a lakosság. Az elmúlt évtizedekben a falukép teljesen átalakult. A régi hossztengelyes parasztházak helyére többszintes családi házakat emeltek. A villany- és a vízvezeték kiépítését követően, a rendszerváltás után kiépült a gáz- és a telefonhálózat is.
A Magyar Néphadsereg 104. Honi Légvédelmi Tüzérezred 4. Honi Légvédelmi Tüzérosztálya állomásozott a község határában 1960 ősze és 1983 között. Ekkor az osztály átkerült a Magyar Néphadsereg 11. Honi Légvédelmi Rakétadandárjához. Az egység által egykor használt objektumok nagyrészt ma is fellelhetők és (romos állapotban) szabadon látogathatók a település délkeleti külterületei között.

## Közélete

### Polgármesterei
- 1990–1994: Dudás János (független)[2]
- 1994–1998: Dudás János (független)[3]
- 1998–1999: Dudás János (független)[4]
- 1999–2002: Szántovszki Kálmán (független)[5]
- 2002–2006: Szántovszki Kálmán (független)[6]
- 2006–2007: Szántovszki Kálmán László (független)[7]
- 2007–2010: Dudás Jánosné (független)[8]
- 2010–2014: Dudás Jánosné (független)[9]
- 2014–2019: Dudás Jánosné (független)[10]
- 2019–2024: Dudás Jánosné (független)[11]
- 2024– : Csányi János (Fidesz-KDNP)[12]

A településen 1999. augusztus 29-én időközi polgármester-választást tartottak, aminek oka még tisztázást igényel, de az előző polgármester nem indult el rajta.
2007. szeptember 2-án újból időközi polgármester-választást kellett tartani Vácegresen, ezúttal az előző polgármester halála miatt.

## Népesség
A település népességének változása:
| Lakosok száma | 849  | 852  | 843  | 915  | 923  | 891  | 870  |
|               | 2013 | 2014 | 2018 | 2021 | 2022 | 2023 | 2024 |

A 2011-es népszámlálás során a lakosok 87,3%-a magyarnak, 0,3% bolgárnak, 15,4% cigánynak, 0,6% románnak, 11,3% szlováknak mondta magát (12,4% nem nyilatkozott; a kettős identitások miatt a végösszeg nagyobb lehet 100%-nál). A vallási megoszlás a következő volt: római katolikus 44,6%, református 10,5%, evangélikus 7,2%, görögkatolikus 0,2%, felekezeten kívüli 8,3% (20,8% nem nyilatkozott).
2022-ben a lakosság 88,7%-a vallotta magát magyarnak, 10,8% cigánynak, 5,1% szlováknak, 0,4% románnak, 0,1-0,1% horvátnak, bolgárnak és ruszinnak, 1,7% egyéb, nem hazai nemzetiségűnek (11,3% nem nyilatkozott; a kettős identitások miatt a végösszeg nagyobb lehet 100%-nál). Vallásuk szerint 34,8% volt római katolikus, 7,2% evangélikus, 6,5% református, 0,7% görög katolikus, 0,1% ortodox, 5,5% egyéb keresztény, 0,7% egyéb katolikus, 11,7% felekezeten kívüli (32,5% nem válaszolt).

## Neves személyek
- Itt született 1717-ben báró Bajtay Antal erdélyi római katolikus püspök.

## Külső hivatkozások
- Vácegres Önkormányzatának honlapja
- Vácegres az utazom.com honlapján
- Vácegresi Baptista Gyülekezet
- [halott link]